# Keri
Keri (švédsky Kockskär) je jeden z estonských ostrovů ve Finském zálivu. Nachází se nedaleko Tallinnu, přibližně 6 km na sever od ostrova Prangli. Zajímavý je zejména svým majákem.

## Geografie a příroda

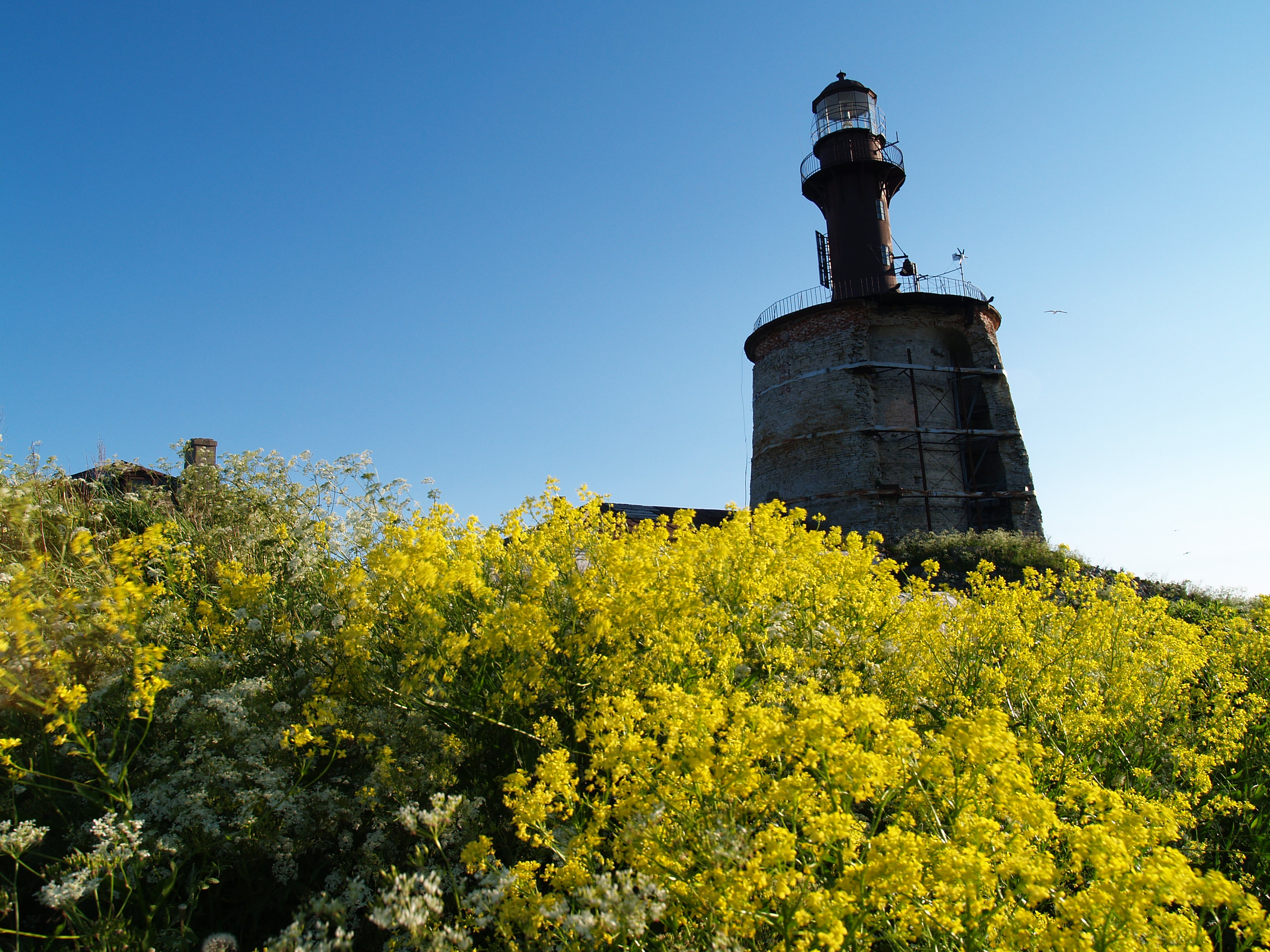
Místní květena, v pozadí maják

Ostrov je plochý, přibližně oválného tvaru. Povrch je tvořen převážně štěrkovými usazeninami, vyskytuje se zde i několik menších bludných balvanů. Mělká půdní vrstva je porostlá převážně travinami, místy se vyskytují i menší keře. Celkem tu bylo zaznamenáno 120 různých rostlinných druhů. Ostrov leží na významné migrační trase ptactva a řada mořským ptáků na ostrově i hnízdí. Na plážích je možné často vidět tuleně.

## Dějiny
Ostrov se nachází blízko důležitých lodních tras a poprvé je v této souvislosti zmiňován roku 1623. První maják zde byl postaven již v roce 1718 a od té doby zde žila rodina jeho strážce. Během sovětské okupace Estonska patřil ostrov do hraničního pásma a byl tudíž uzavřenou vojenskou oblastí. Poslední strážce majáku ostrov opustil roku 2002.

## Maják

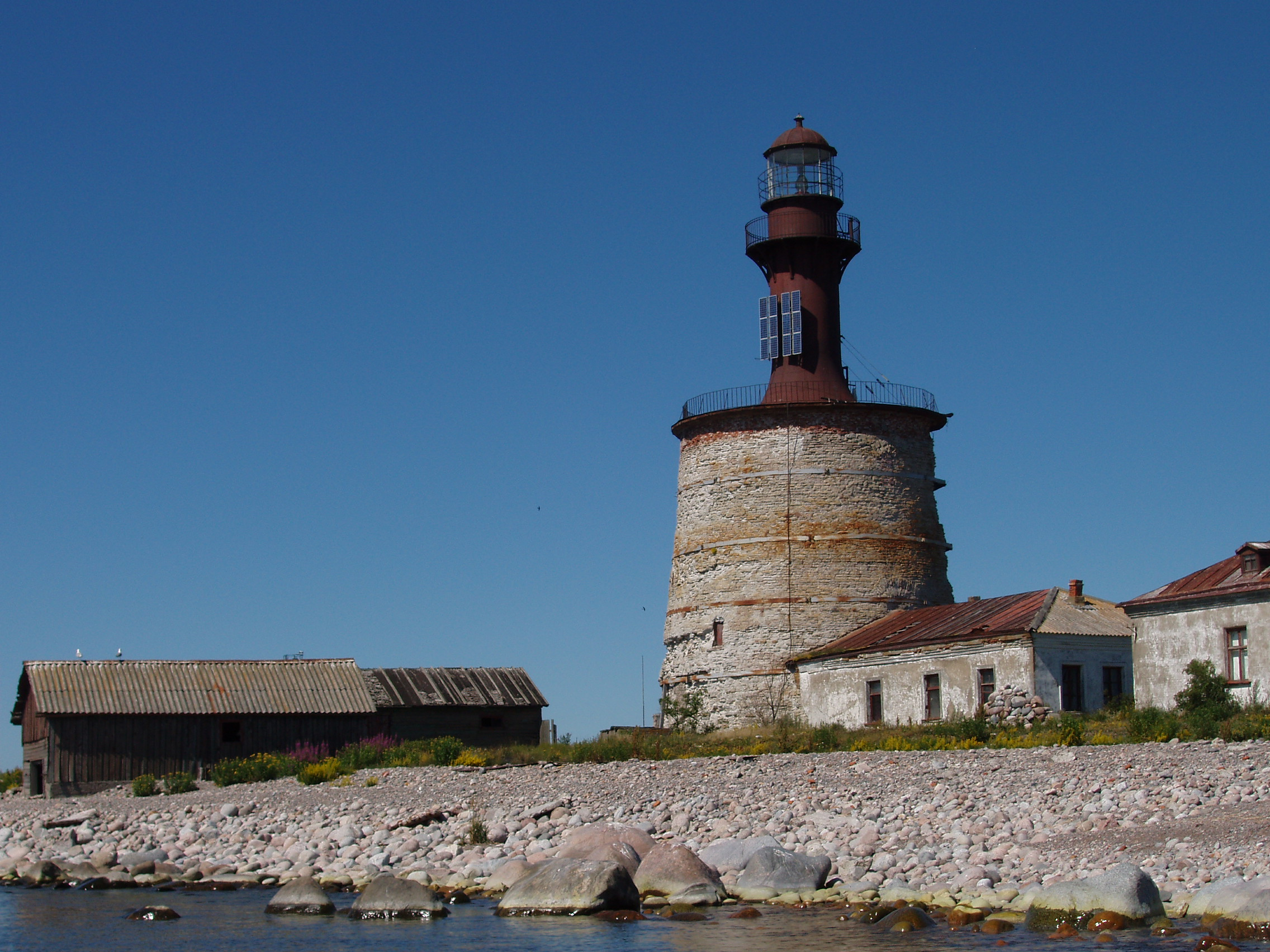
Maják na ostrově Keri

Výnosem Petra Velikého bylo roku 1718 rozhodnuto na ostrově vybudovat maják. Jako první maják sloužila přibližně 30-50 stop vysoká kamenná věž, na jejímž vrcholu bylo možné v případě nepříznivého počasí zapálit hranici. Již za šest let ji však nahradil nový maják dřevěné konstrukce. Roku 1803 byla zahájena stavba kamenného majáku. Protože se sem musel veškerý materiál dovážet malými rybářskými loděmi, postupovala stavba velmi pomalu, a proto bylo rozhodnuto postavit horní část budovy opět ze dřeva. Přibližně o padesát let později, roku 1858, byla již značně prohnilá dřevěná konstrukce nahrazena litinovou věží a maják tak získal dnešní podobu. Jednalo se o první takovou věž v oblasti Baltského moře. Současný maják je 28 m vysoký a Mezinárodní sdružení správ majáků (IALA) ho řadí mezi stovku nejvýznamnějších historický majáků světa.
K zajímavostem patří, že v letech 1906-1912 fungoval maják na zemní plyn, který byl na ostrově objeven při vrtání studny. V roce 1912 však v plynovém potrubí náhle vzrostl tlak, zničil pojistné ventily a za silných otřesů unikl zbylý plyn do atmosféry. Po této nehodě se již nepodařilo naleziště obnovit.

## Současnost
Po odchodu strážce majáku se o ostrov stará spolek Keri selts. Kromě majáku se zde nachází automatická meteorologická stanice a několik dalších budov. Elektřinu zajišťuje větrná turbína a fotovoltaické panely, v případě potřeby je možné použít i starý dieselový generátor. Pro návštěvu ostrova je vhodné si vybrat den, kdy panuje bezvětří, protože vzhledem k řadě útesů v okolním moři je přistání poměrně složité a i za klidného počasí.

## Galerie

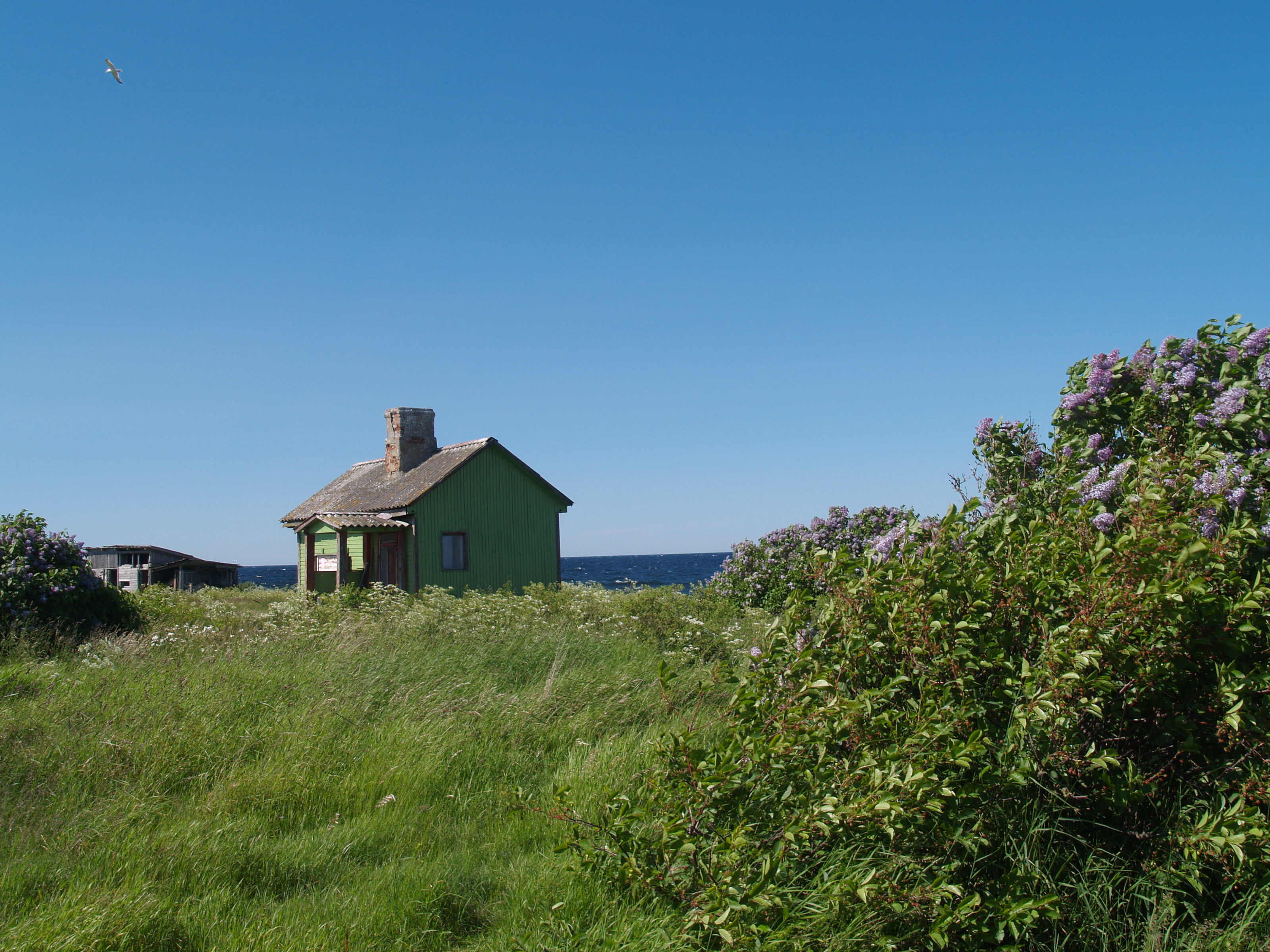
Sauna
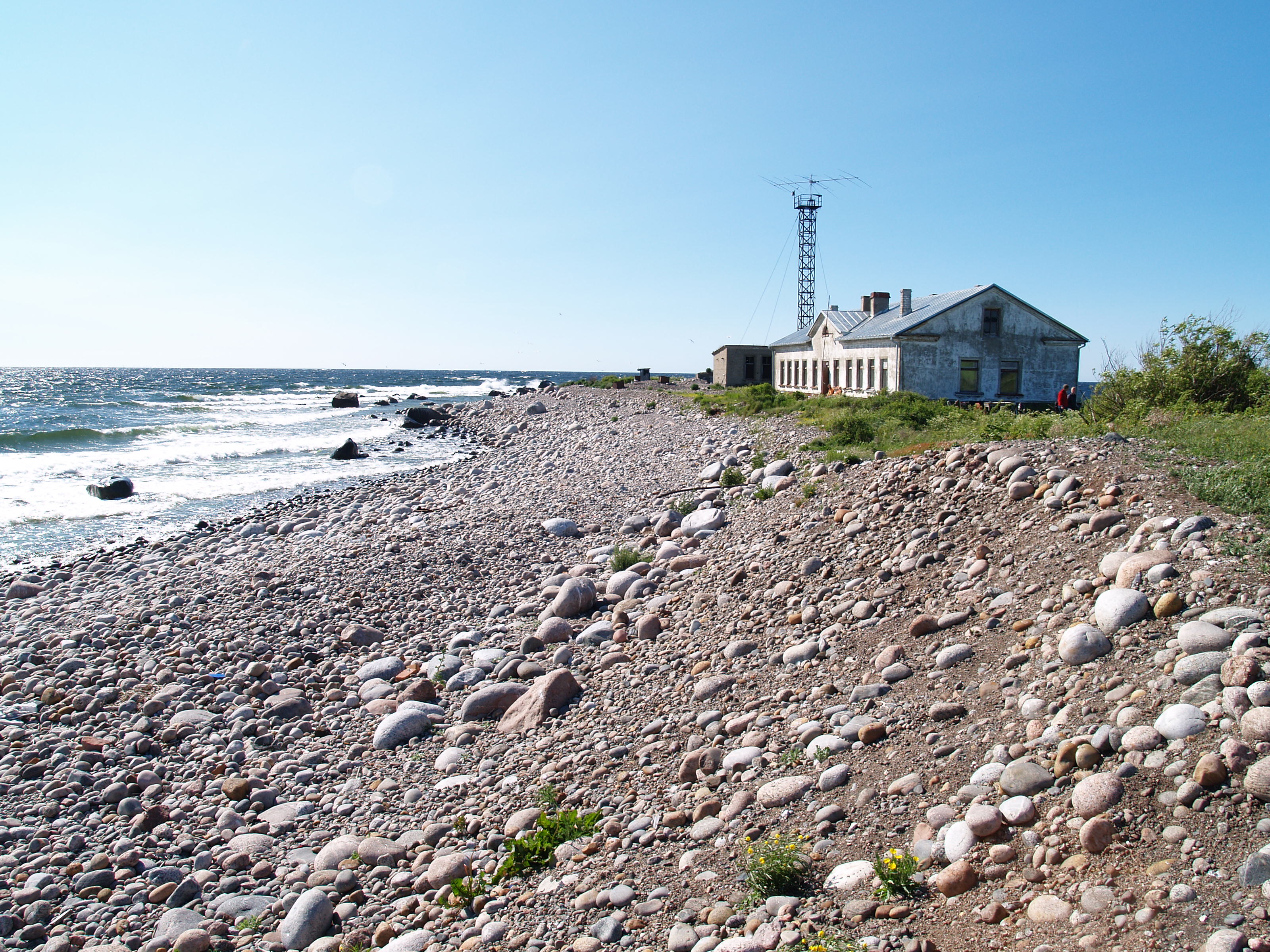
Kamenitá pláž
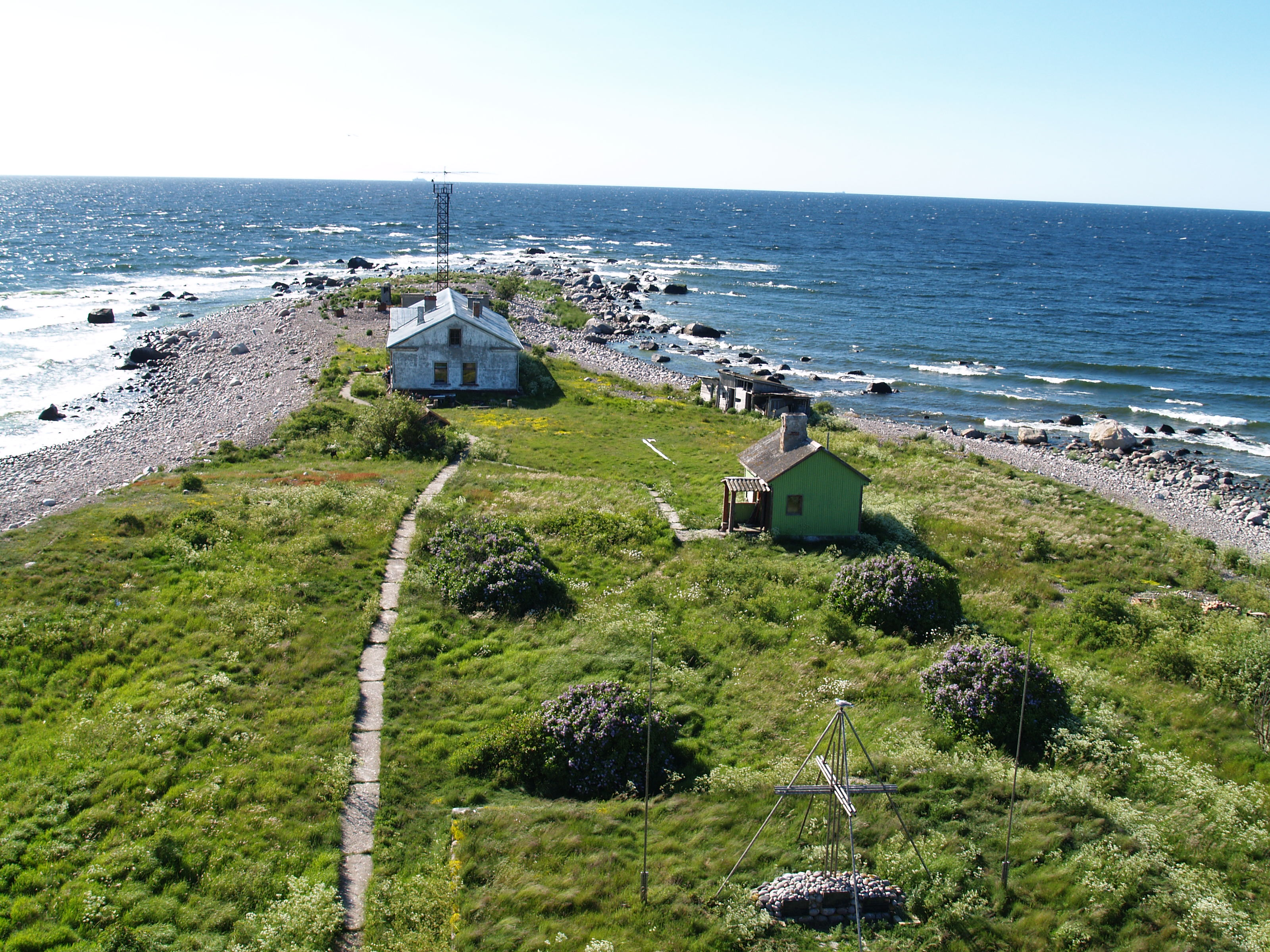
Pohled z majáku
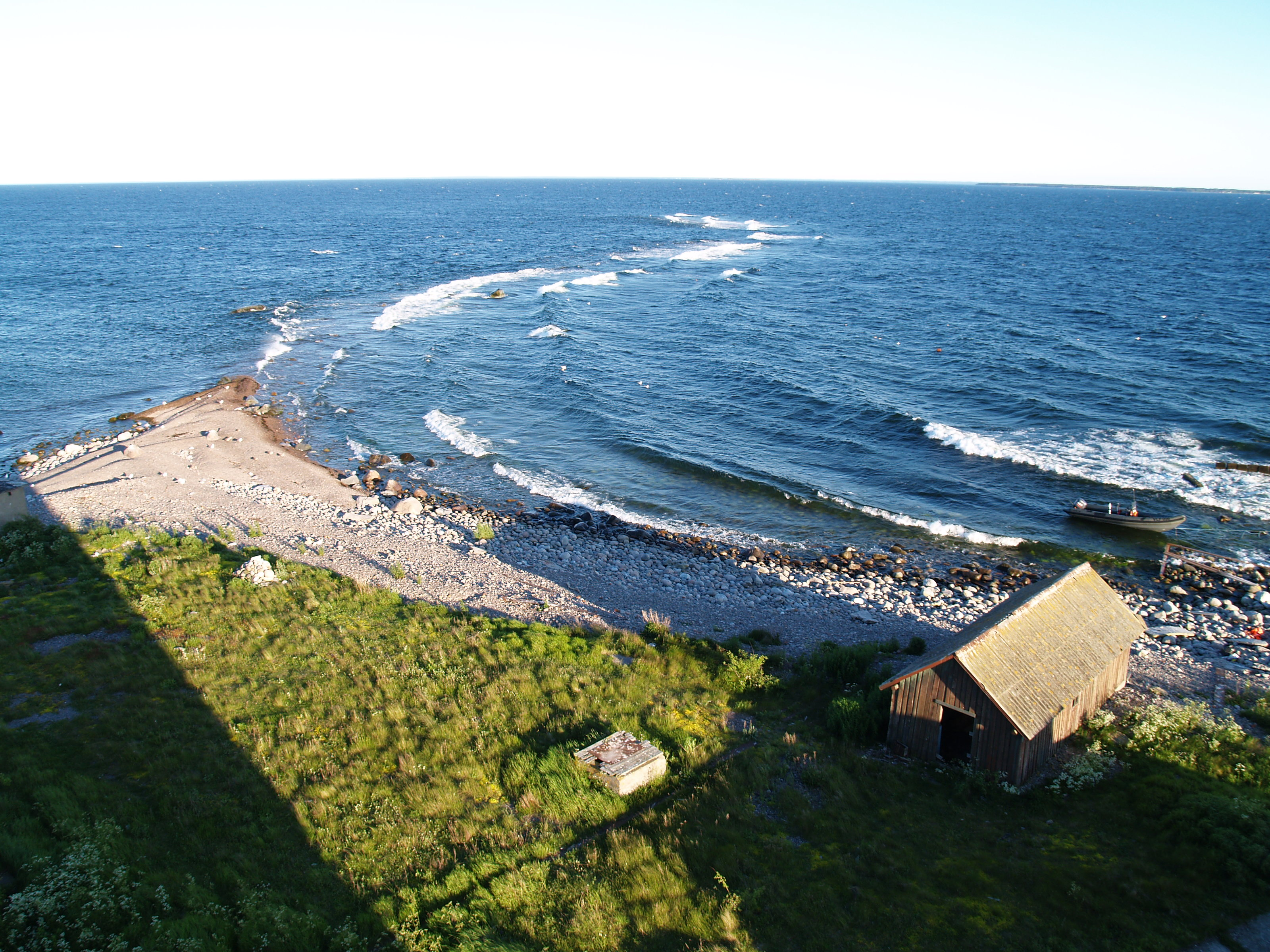
Pobřeží